# 高雄市立高雄特殊教育學校
高雄市立高雄特殊教育學校（英語：Kaohsiung Municpal Kaohsiung School for students with Disabilities），是一所位於中華民國高雄市苓雅區的特殊教育學校，也是高雄市第一所特殊教育學校，設有國民小學、國民中學、技術型高級中學等部。該校成立於1982年，時稱「高雄市立啟愛實驗學校」，後於2018年改為現名。

## 外部連結
- 高雄市立高雄特殊教育學校（页面存档备份，存于）